# EN256
A EN 256 é uma estrada nacional que integra a rede nacional de estradas de Portugal. Liga o IP2 e a N18 em São Manços (a 14 km de Évora) à vila de Mourão, passando por Reguengos de Monsaraz. Em Mourão, sai o ramal N 256-1, que liga esta estrada a Espanha, através da fronteira de São Leonardo.

## História
A N256 foi criada pelo Plano Rodoviário Nacional de 1945, ligando a N18 em São Manços até Mourão, passando por Reguengos de Monsaraz. Os Planos Rodoviários Nacionais de 1985 e de 2000 mantiveram esta estrada nacional e esta rota. No entanto, estes dois Planos alteraram profundamente a rede de estradas às quais a N256 se ligava, desclassificando a maioria das vizinhas estradas nacionais para estradas regionais ou municipais. Uma alteração importante foi o facto de quer o Plano de 1985, quer o de 2000 defenderem que nesta região a N18 deveria ser substituída pela via rápida IP2. O troço do IP2 entre São Manços e Vidigueira abriu em 1997. Entre Évora e São Manços ainda não existe IP2 à data de 2019.
Por volta de 1996, o entroncamento de São Manços com o IP2/N18 (local onde começa a N256) foi convertido num nó desnivelado. Esta obra inseriu-se no contexto da construção do troço São Manços–Vidigueira da via rápida IP2, que em dezembro de 1996 se previa que estivesse concluído em abril do ano seguinte.
Em inícios da década de 2000, o traçado dos últimos quilómetros da N256 foi profundamente alterado devido à construção da Barragem do Alqueva e à submersão de grande parte do traçado desta estrada na travessia do vale do rio Guadiana. Com efeito, a construção da Barragem do Alqueva implicaria a submersão não só da ponte da N256 sobre o rio Guadiana, como de grande parte desta estrada entre Monsaraz e Mourão. Neste sentido, foi construído um novo traçado para a N256 entre Monsaraz e Mourão, que incluía uma ponte sobre o rio Guadiana com 1230 metros de comprimento e 12 pilares com até 60 metros de altura. A construção desta ponte atrasou-se ao longo de 2001, o que entre outras causas obrigou a atrasar o encerramento das comportas da Barragem do Alqueva, comportas que acabaram por encerrar em fevereiro de 2002. Na sequência da abertura do novo traçado da N256, esta estrada passou a contornar Mourão por norte e este, ligando-se à N256-1 fora da vila, uma situação diferente da que existia antes de 2002, em que a Estrada Nacional entrava em Mourão por oeste.
Ao longo dos anos, um dos estrangulamentos da N256 era a travessia do rio Degebe, entre os quilómetros 6 e 9 da estrada (no lanço entre São Manços e Vendinha), devido às curvas apertadas e ao facto de a ponte de alvenaria existente (construída no início do século XX) não permitir o cruzamento de veículos (tem uma largura de apenas 4 metros). Com efeito, ao longo dos anos foi pedida pela região a construção de um novo traçado e de uma nova ponte para a N256 na zona do rio Degebe. Em agosto de 2016 foi assinado o auto de consignação entre a Infraestruturas de Portugal e a empresa Construções Pragosa para a construção da variante de Albardão, ou seja, de uma correção de traçado da N256 com 2,7 km de extensão; o novo traçado incluía uma nova ponte sobre o rio Degebe (com 117m de comprimento e 12 m de largura) e permitiria uma velocidade base de 80 km/h. Devido ao traçado mais retilínio, a variante de Albardão permitia encurtar em 830 m o comprimento da N256. As obras demoraram menos de um ano. A variante de Albardão foi inaugurada em 31 de julho de 2017, numa cerimónia que contou com a presença do Ministro do Planeamento e das Infraestruturas Pedro Marques. A variante de Albardão representou um investimento de 2,6 milhões de euros.

## Caracterização
A N256 começa a 14 km de Évora, ligando o IP2 e a N18 (em São Manços) à vila de Mourão (N256-1), passando por Reguengos de Monsaraz. Entre as obras de arte notáveis desta via está a ponte sobre o rio Degebe com 117 m de comprimento (aberta em 2017) e a ponte sobre o rio Guadiana com 1 230 m de comprimento (aberta em 2002). Segundo dados divulgados pela Infraestruturas de Portugal em 2016, a N256 tem um tráfego médio diário de 3900 veículos.